# سیارک ۶۴۲۹۱
سیارک ۶۴۲۹۱ (به انگلیسی: 64291 Anglee، نامگذاری:2001UX11) شصت و چهار هزار و دویست و نود و یکمین سیارک کشف شده‌است که در ۲۳ اکتبر ۲۰۰۱ کشف شد.